# Shorty
Dalibor Bartulović (poznat kao Shorty, 27. lipnja 1980., Vinkovci), hrvatski je hip hop glazbenik. Najpoznatiji je po pjesmama "Zeka" i "Dođi u Vinkovce" s albuma 1,68.

## Životopis

### Raniji život
Rođen je i odrastao je u Vinkovcima, i od svoga djetinjstva je bio zaniman za hip hop. 1998. je počeo pisati reperske stihove dok je 1999. sudjelovao na freestyleu na lokalnoj radio postaji VFM u emisiji Black thing. Godinu dana kasnije (2000.) je bio suosnivačem hip-hop skupine B2. Bio je gost u showu uživo "8 Mile Freestyle Battle" koji se održavao 2002. u Zagrebu u klubu Aquarius. Uskoro, poslije toga, raspala se skupina B2 i Shorty je započeo sa samostalnom karijerom i osnovao je novu hip-hop skupinu sa Sabom i DJ Makro Polom koja se zvala Bon-Ton. Krajem 2003. započeo je sa snimanjem pjesama u studiu MORRIS za svoj debitantski album.

### Uspjeh
Shorty je 2004. u Aquarius Recordsu objavio album 1,68 u kojem su se nalazili hitovi poput Zeka, Dođi u Vinkovce i drugi. Tri godine poslije, objavio je svoj drugi album Moj jedini način koji je u cijelosti posvećen njegovom pokojnom bratiću Tomislavu "Tomi" Bartuloviću (1980. – 2005.). Posljednja pjesma u albumu priča o Shortyjevoj ljubavi i odnosu prema bratiću Tomiju. U pjesmi, Shorty repa: "I na kraju još bih ti htio reći hvala, moj bratiću Tomi, bila te je čast poznavat'". Shorty se 2007. oženio sa sadašnjom suprugom Anom Ambrenac.

## Diskografija
- 2004.: 1,68
- 2007.: Moj jedini način
- 2009.: Veličina nije bitna